# 哈里哈尔
哈里哈尔（英語：Harihar），是印度卡纳塔克邦Davanagere县的一个城镇。总人口75042（2001年）。

## 人口
该地2001年总人口75042人，其中男性38460人，女性36582人；0—6岁人口8281人，其中男4372人，女3909人；识字率73.49%，其中男性为77.97%，女性为68.78%。